# Selski Pajar
Selski Pajar (del ruso: Сельский Пахарь) es un jútor del raión de Labinsk del krai de Krasnodar, en el sur de Rusia. Está situado en la orilla derecha del Griaznuja 1º, afluente del río Chamlyk, de la cuenca del río Kubán a través del Labá, 31 km al sureste de Labinsk y 173 km al sureste de Krasnodar, la capital del krai. Tenía 21 habitantes en 2010
Pertenece al municipio Voznesénskoye.